# Université de Maurice
L'université de Maurice (anglais : University of Mauritius ou UoM) est une université publique mauricienne située à Réduit dans le centre de l'île principale.

## Historique
L'université de Maurice a été fondée en 1965 (ordonnance du 7 décembre 1965).

## Composition
L'université est composée de six facultés :
- Lettres et Sciences sociales
- Sciences exactes
- Ingénierie
- Agriculture
- Droit et Administration
- Technologies digitales

## Eneignants et anciens élèves notables

### Enseignant
- Vijaya Teelock, historienne